# Милица Јанкетић
Милица Јанкетић (Београд, 27. јуна 1989) српска је позоришна, телевизијска и филмска глумица.

## Биографија
Рођена је у глумачкој породици, од оца Михаила Јанкетића и мајке Свјетлане Кнежевић. Њен старији брат, Марко, такође се бави тим занимањем. Глуму је дипломирала 2012. године на Факултету драмских уметности Универзитета уметности у Београду, а након докторских студија, изабрана је у звање доцента на Академији уметности београдског Алфа универзитета. У међувремену је остварила већи број позоришних, те улогу у пројекту Santa Maria della Salute, редитеља Здравка Шотре. Нешто касније играла је и у серији Убице мог оца, где њен старији брат тумачи један од главних ликова. Након Катарине Радивојевић која је тај лик играла у првој сезони, Милица Јанкетић је од друге у подели улога серије Ургентни центар, где игра главну сестру, Катарину Грујић. Радила је синхронизације цртаних филмова за студије Лаудворкс, Ливада Београд, Моби, Призор, Студио и Облакодер.

## Филмографија
| Год.       | Назив                              | Улога                |
| ---------- | ---------------------------------- | -------------------- |
| 2014.      | Стојте галије царске               | Српкиња              |
| 2015.      | Придошлица                         |                      |
| 2016.      | Santa Maria della Salute           | Кнегињица Милица     |
| 2017.      | Santa Maria della Salute (серија)  | Кнегињица Милица     |
| 2018—2019. | Убице мог оца                      | портпаролка полиције |
| 2018—2019. | Ургентни центар                    | Катарина Грујић      |
| 2021.      | Александар од Југославије (серија) | Василија Вукотић     |

## Улоге у синхронизацијама
| Година     | Наслов                                   | Улога                                      |
| ---------- | ---------------------------------------- | ------------------------------------------ |
| 2013.      | Бидаман: Унакрсна ватра                  | Суми Инаба, Дерек Ватари                   |
| 2013.      | Замбезија                                | додатни гласови                            |
| 2014.      | Пингвини са Мадагаскара (филм)           | Ева                                        |
| 2015.      | Змајево гнездо: Зора ратника             | Аргента, Касарана                          |
| 2017.      | Барби: Живот у кући снова                | Скипер, Ники, Миџ                          |
| 2017.      | Коко (филм из 2017)                      | Водитељка такмичења                        |
| 2018.      | Зец Петар (филм)                         | Белорепка Зец                              |
| 2018.      | Сунчица Дан                              | Др Ванеса                                  |
| 2019.      | Апћиха!                                  | Теова мама итд.                            |
| 2019.      | Водени свет малих гупија                 | Гил (С5Е1-18)                              |
| 2019.      | Еби Хечер, мазоловка                     | Принцеза Флаг                              |
| 2020.      | Гормити (2018)                           | Риф                                        |
| 2020.      | Лего: Градска посла                      | Сенди Бенет; Попи Стар (С1-2, сем у С2Е10) |
| 2020.      | Патролне шапе: Припрема, позор, спасавај | Слаткица                                   |
| 2020.      | Пчелице-воћкице                          | Лола итд                                   |
| 2020-2021. | Тоботи (С2-4)                            |                                            |
| 2021.      | Зец Петар: Скок у авантуру               | Рукавице                                   |
| 2021.      | Патролне шапе: Брз лет у спас            | Слаткица                                   |
| 2021.      | Штрумпфови (ТВ серија из 2021)           | Глигова мама                               |
| 2021.      | Кућа Бука                                | додатни гласови                            |
| 2022.      | Зафари                                   | Колет                                      |
| 2022.      | Моћни ренџери: Дино закон                | Арла                                       |
| 2023.      | Винкс (С4)                               | Моргана                                    |
| 2025.      | Елио                                     | додатни гласови                            |

## Фестивали
Београдско пролеће:
- У она лепа времена (Дечје београдско пролеће), 2024